# 中華台商愛國黨
中華台商愛國黨是中華民國曾經存在的政黨之一，2011年4月24日是台灣誕生第187個登記有案的政黨。

## 歷任黨主席
- 第一任 林國長 2011年—2018年

## 成立
中華台商愛國黨，是向中華民國內政部登記的政黨名稱，在中國以“台商聯盟”為號召，在台灣就簡稱為“台商黨”，也是第一個由中國台商號召成立的政黨，在廈門經商往來兩岸已經20多年的華夏兩岸文教農經交流協會理事長林國長獲推舉為首任黨主席。

## 中華台商愛國黨 - 目的任務
成立台商黨的目的，不一定是為了執政，但是台商要發聲，要有實力地發聲，就必須成立政黨，號召不選擇藍綠的選民，而且是在兩岸討生活的選民。據估計中國台商不包括眷屬就有約100萬人，其中7、8成是中小型企業台商，只要獲得他們支持，“台商黨”就有可能跨越5%的得票門檻（依台灣選罷法規定，立委選舉政黨票必須得票率超過5%，才能分配不分區席次）。

## 歷史
在2012年立委選舉中，該黨在台南市第二選區提名了唯一一位候選人詹秋嫻。最後以2,439票、僅1.15%的得票率低票落選。之後該黨便銷聲匿跡，未見有公開活動。
2018年5月30日召開全國黨員大會決議解散，並經內政部107年8月15日台內民字第10711033581號函予以備案。

### 立法委員選舉
| 選舉名稱                 | 得票數 | 得票率 | 提名席次 | 當選席次/總席次 | 當選名單 |
| ------------------------ | ------ | ------ | -------- | --------------- | -------- |
| 2012年第八屆立法委員選舉 | 2,439  | 1.15%  | 1        | 0/113           | 無       |

| 號次 | 候選人 | 政黨           | 得票數  | 得票率 | 當選標記 |
| ---- | ------ | -------------- | ------- | ------ | -------- |
| 1    | 黃偉哲 | 民主進步黨     | 144,399 | 68.08% |          |
| 2    | 詹秋嫻 | 中華台商愛國黨 | 2,439   | 1.15%  |          |
| 3    | 楊士昌 | 無黨籍         | 2,463   | 1.16%  |          |
| 4    | 周賜海 | 中國國民黨     | 62,794  | 29.61% |          |

## 外部連結
- 華夏台商愛國網
- 中國評論新聞：任培厚：我們為何要成立中華台商愛國黨（页面存档备份，存于）